# Trachemys nebulosa
Trachemys nebulosa là một loài rùa trong họ Emydidae. Loài này được Van Denburgh mô tả khoa học đầu tiên năm 1895.